# Bagno (Lublin)
Pour les articles homonymes, voir Bagno.
Bagno (prononciation [ˈbaɡnɔ]) est un village de la gmina de Zwierzyniec, du powiat de Zamość, dans la voïvodie de Lublin, situé dans l'est de la Pologne.
Il se situe à environ 2 kilomètres au nord de Zwierzyniec (siège de la gmina), 23 kilomètres au sud-ouest de Zamość (siège du powiat) et 74 kilomètres au sud de Lublin (capitale de la voïvodie).

## Administration
De 1975 à 1998, le village était attaché administrativement à l'ancienne voïvodie de Zamość.

Depuis 1999, il fait partie de la nouvelle voïvodie de Lublin.